# Chinese Exclusion Act

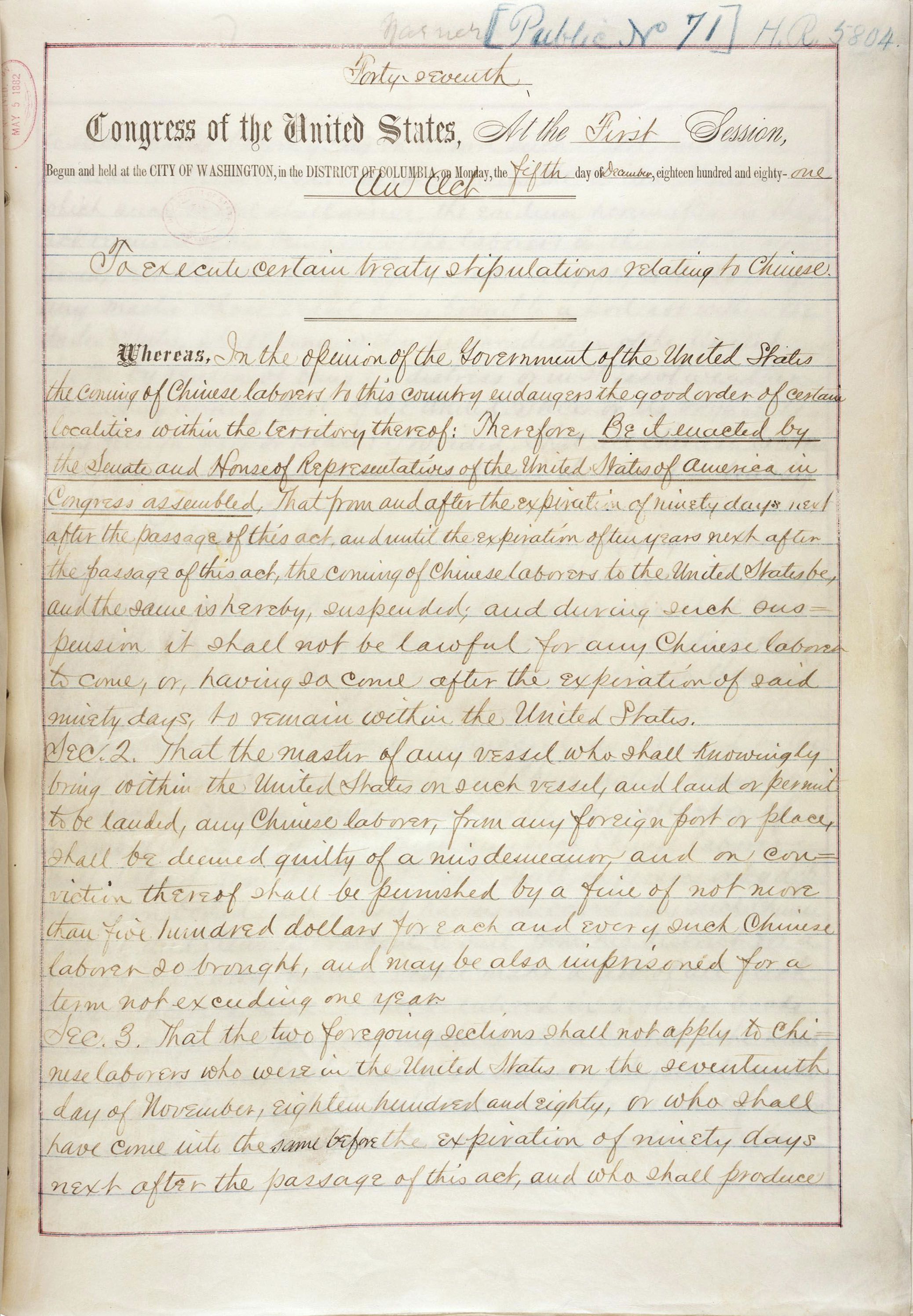
La prima pagina della legge

Il Chinese Exclusion Act era una legge federale degli Stati Uniti firmata dal presidente Chester A. Arthur il 6 maggio 1882, che vietava l'immigrazione di lavoratori cinesi.
Basandosi sul Page Act del 1875, che vietava alle donne cinesi di immigrare negli Stati Uniti, il Chinese Exclusion Act fu la prima legge attuata per impedire a tutti i membri di uno specifico gruppo etnico o nazionale di immigrare. La legge seguì l'Angell Treaty del 1880, una serie di revisioni del trattato di Burlingame USA-Cina del 1868 che permise agli Stati Uniti di sospendere l'immigrazione cinese. La legge doveva inizialmente durare 10 anni, ma fu rinnovata nel 1892 con il Geary Act e resa permanente nel 1902.
Fu abrogata dalla Magnuson Act il 17 dicembre 1943, che permetteva a 105 cinesi di entrare ogni anno. L'immigrazione cinese è poi aumentata con l'approvazione dell'Immigration and Nationality Act del 1952, che ha abolito le barriere razziali dirette, e successivamente con l'Immigration and Nationality Act del 1965, che ha abolito la National Origins Formula.